# 더 팰리스
"더 팰리스"(영어: The Palace)는 2023년 개봉한 블랙 코미디 영화이다. 로만 폴란스키가 감독과 공동각본을 맡았다. 제80회(2023년) 베네치아 영화제에서 전 세계 최초로 공개되었다.